# Salongsorkestern
Salongsorkestern är en orkester som bildades i Lund i mitten av 1970-talet och har uppmärksammats framför allt i Skåne men har också turnerat i andra delar av Sverige. Utlandsturnéerna har gått till Italien, Kina och Japan. Orkestern har också framträtt i svensk TV vid ett flertal tillfällen.
2010 och 2011 producerade och framförde Salongsorkestern en föreställning, kallad I God Beredskap, tillsammans med skådespelarna Karin Bergquist och Harald Leander.
2014 producerades föreställningen Pilsner & Champagne med musik från 30-talets populära svenska "pilsnerfilmer" och Hollywoods stora 30-talsproduktioner. Även denna föreställning gjordes tillsammans med Karin Bergqvist och Harald Leander.
Samarbetet med Bergqvist/Leander tog ny fart 2016/2017 då föreställningen På samma våglängd spelades i Skillinge, Ystad och Lund. En exposé över radions svenska historia med musiken, nöjena och nyheterna från 1925-1945. 
Åren därefter, 2018 och 2019, fick publiken följa med Salongsorkestern och  musikturisterna Karin Bergquist och Harald Leander, i föreställningen På återseende, i en nostalgitripp med hjälp av den musikaliska världskartan.
Salongsorkestern spelar musik som var karakteristisk för en stor 30-talsorkester. Med stråkar, saxofoner, brass, sångtrio och komp framförs, ofta från originalnoter, den jazzinfluerade schlagermusik, som var populär under 1920-, 1930- och 1940 talen från företrädesvis Sverige, USA och Tyskland. Just den musik som hördes i danspalatsen, i radio och i revy- och filmsalongerna.

## Diskografi
- 1979 LP Salongsorkestern
- 1982 LP Utan titel
- 1989 MC Sväng, sött och hett
- 1997 CD Anything goes
- 2005 CD If swing goes I’ll go too
- 2011 CD I god beredskap
- 2014 CD Pilsner & Champagne
- 2023 Music, Maestro, Please!